# Passaggio segreto

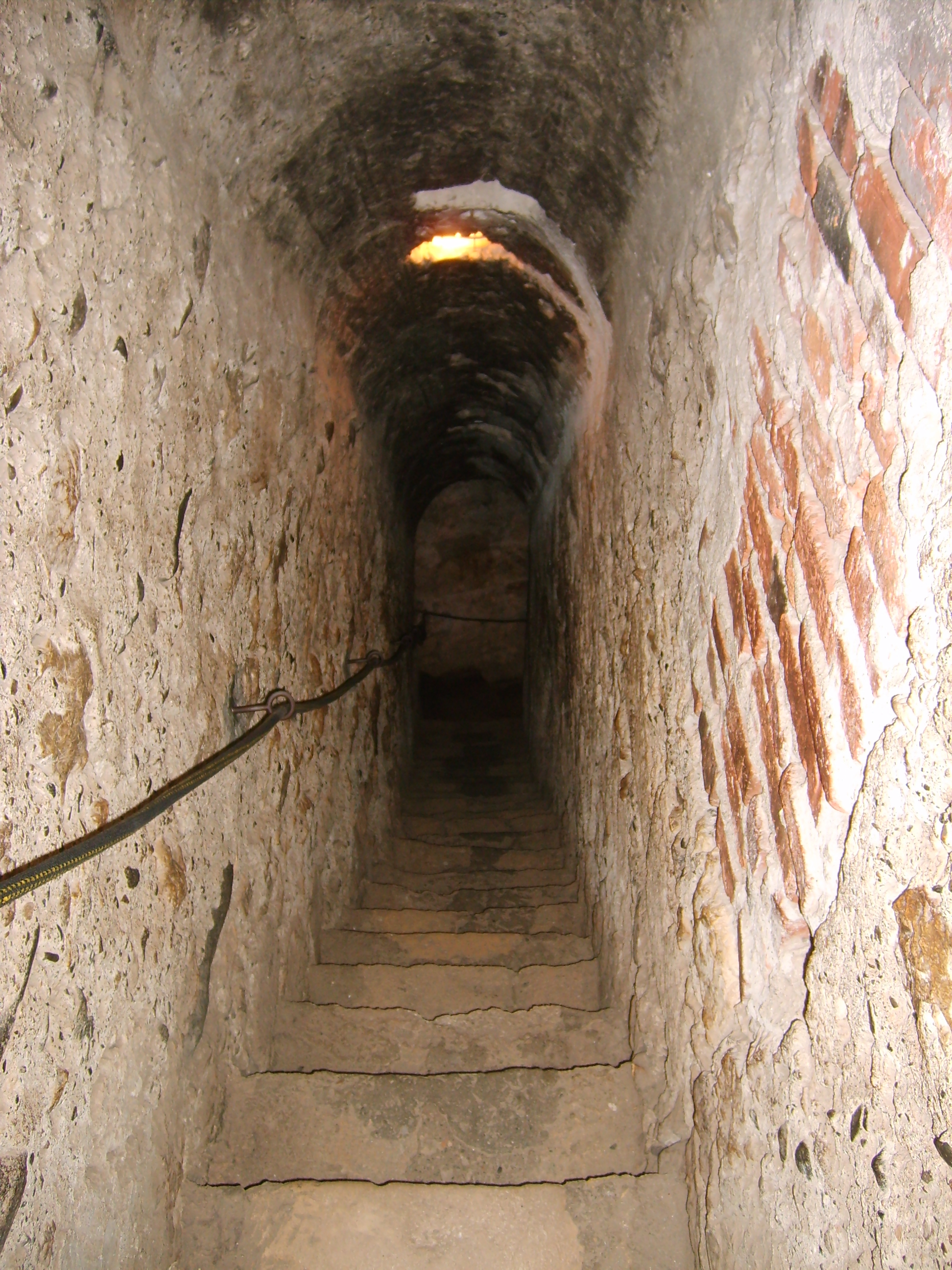
Passaggio segreto all'interno del castello di Bran, in Romania

Un passaggio segreto (o galleria segreta) è un percorso, collocato in alcuni edifici o nel sottosuolo, utilizzato per fare spostamenti, fuggire da un determinato luogo, spostare oggetti spesso di contrabbando, in totale segretezza. A volte, questi passaggi permettono di accedere ad ambienti o luoghi segreti che sarebbero altrimenti irraggiungibili.
La natura suggestiva dei passaggi segreti li ha resi una costante nella finzione, come confermano i molti romanzi e videogiochi in cui compaiono.

## Aspetto e costruzione

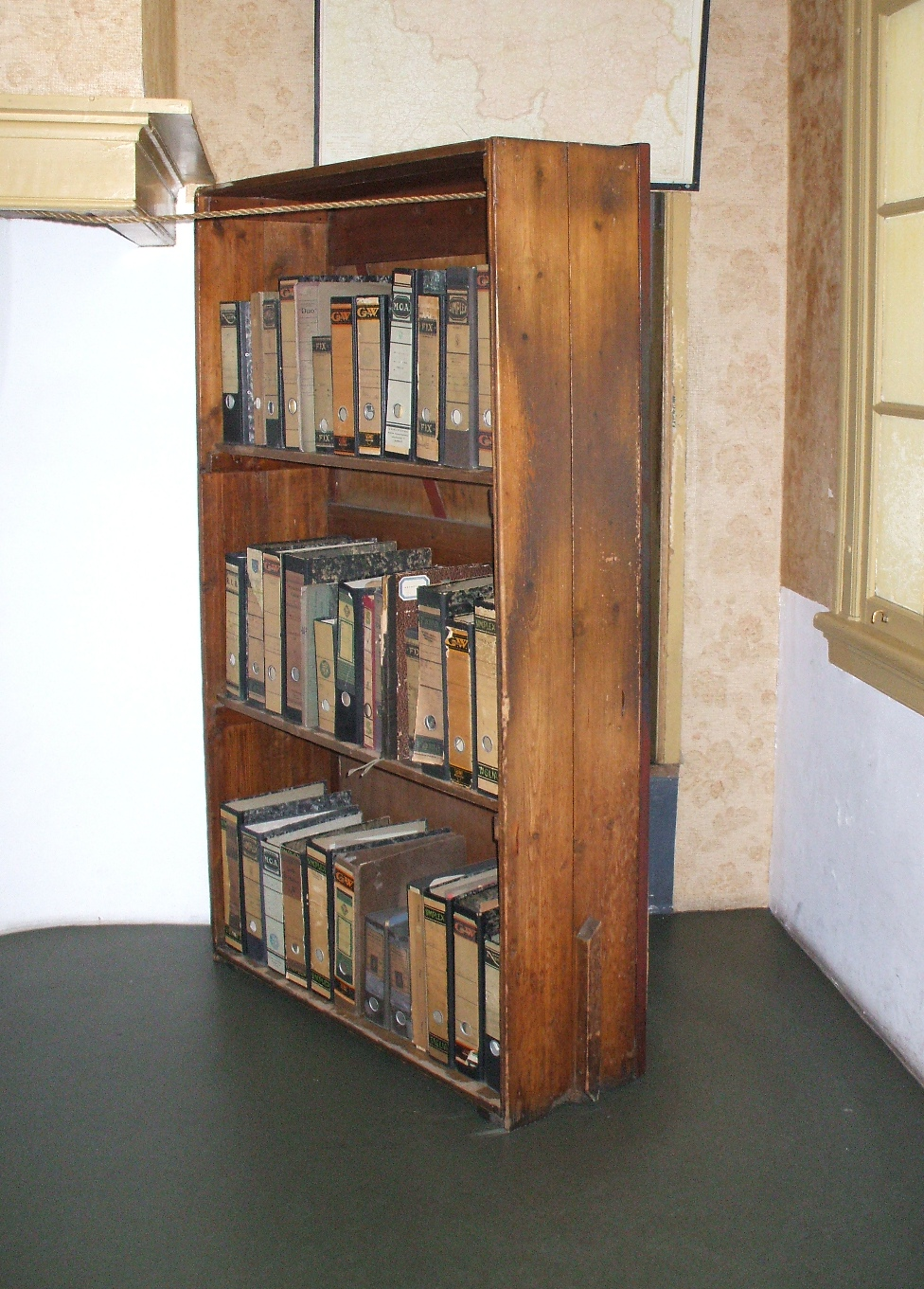
Libreria mobile e scorrevole (ricostruita) che copriva l'ingresso dell'alloggio segreto della Casa di Anna Frank

Gli ingressi ad alcuni passaggi segreti appaiono come elementi architettonici, come caminetti o librerie scorrevoli integrate nella struttura dell'edificio. Alcuni accessi sono nascosti in modo elaborato e possono essere aperti solo attivando particolari meccanismi nascosti. In altri casi si tratta di più semplici botole.
Alcuni edifici hanno aree segrete integrate nei loro piani originali, come i passaggi segreti nei castelli medievali, progettati per consentire agli abitanti di fuggire dagli assedi nemici. I passaggi segreti di altri castelli conducevano a una fonte d'acqua sotterranea, che forniva acqua durante gli assedi prolungati.
Le case arabe tradizionali a volte hanno una bab irr: una porta segreta utilizzata come uscita di emergenza, incorporata nei muri e nascosta con un davanzale o una libreria. Il nome deriva da una delle sei porte tagliate attraverso un antico muro ad Aden (nell'attuale Yemen), che veniva aperta solo in caso di emergenza per la sicurezza dello stato. Nella Spagna moderna, la fortezza araba di Benquerencia ha una bab al-sirr conosciuta come la "Porta del tradimento".
Altri passaggi segreti sono stati talvolta aggiunti dopo l'edificazione della struttura. Esistono, ad esempio, dei tunnel segreti intesi come vie di fuga dalle prigioni o dai campi di prigionia. In genere richiedono un'apertura o una porta nascosta e possono comportare altre tecniche di costruzione ingannevoli, come la creazione di un falso muro. Altri tunnel sono stati realizzati per ragioni diverse, come quelli utilizzati per il contrabbando di armi da fuoco, droghe illegali e altre procedure illegali.

## Usi storici famosi
In alcuni casi, i passaggi segreti sono passati alla storia. Ne sono esempi:
- il Passetto di Roma, che collega la Città del Vaticano a Castel Sant'Angelo, attraversato dal papa Alessandro VI nel 1494 mentre tentava di trovare rifugio durante l'invasione di Roma da parte di Carlo VIII e nuovamente nel 1527 da papa Clemente VII durante il Sacco di Roma.[6]
- Il passaggio utilizzato da Maria Antonietta per sfuggire dalla folla che, nel 1789, durante la rivoluzione francese, prese d'assalto la Reggia di Versailles.[7]